# L'espiavides
L'espiavides (títol original: The Public Eye) és una pel·lícula dels Estats Units de Howard Franklin estrenada el 1992. Ha estat doblada al català.

## Argument
Aquesta comèdia anglesa està basada en una obra curta de Peter Shaffer (més conegut per Equus). Belinda és una dona lliure americana casada amb un anglès molt conservador. Quan ell va a treballar cada dia, ella deixa el seu apartament de Londres. Diu que és només turisme, però no la creu. Lloga un detectiu privat (Chaim Topol) per seguir-la i trobar l'"altre home" en la seva vida. El que deia era veritat, tanmateix, i el detectiu es converteix en el seu company de turisme. Li diu al marit que ella estava dient la veritat, però no el creu. En aquest punt, el detectiu admet ser l'"altre home", complicant les coses.

## Repartiment
- Joe Pesci: Leon « Bernzy » Bernstein
- Barbara Hershey: Kay Levitz
- Jared Harris: Danny El porter
- Jerry Adler: Arthur Nabler
- Stanley Tucci: Sal
- Jerry Adler: Arthur Nabler
- Richard Foronjy: Frank Farinelli
- Tim Gamble: L'agent Chadwick
- Gerry Becker: L'inspector Conklin
- Dominic Chianese: Spoleto
- Bob Gunton: el vell agent
- David Hull: Thatcher White
- Richard Riehle: O'Brien
- Del Close: H.R. Rineman
- Shay Duffin: el cap de la polícia
- Nick Tate: Henry Haddock Jr.
- Marge Kotlisky: La recepcionista de Rineman

## Premis
- 1972: Festival de Sant Sebastià: Conquilla de Plata al millor actor (Topol) i a la millor actriu (Mia Farrow).